# Dendrobium regale
Dendrobium regale är en orkidéart som beskrevs av Rudolf Schlechter. Dendrobium regale ingår i släktet Dendrobium, och familjen orkidéer.

## Underarter
Arten delas in i följande underarter:
- D. r. euanthum
- D. r. regale